# مقاطع (جزيرة مينو)
مقاطع (بالفارسية: مقاطع) هي منطقة سكنية تقع في إيران في قسم جزيرة مينو الريفي. يقدر عدد سكانها بـ 389 نسمة بحسب إحصاء 2016.